# Meyenburg
Meyenburg – miasto w Niemczech, w kraju związkowym Brandenburgia, w powiecie Prignitz, siedziba urzędu Meyenburg.

## Geografia i zabytki
Meyenburg leży ok. 18 km na północ od Pritzwalku, na trasie drogi krajowej B103. Do zabytków należą: pozostałości murów miejskich, pałac (obecnie szkoła) z rozległym parkiem i ceglany kościół. Na rynku pomnik żołnierzy radzieckich.

## Galeria

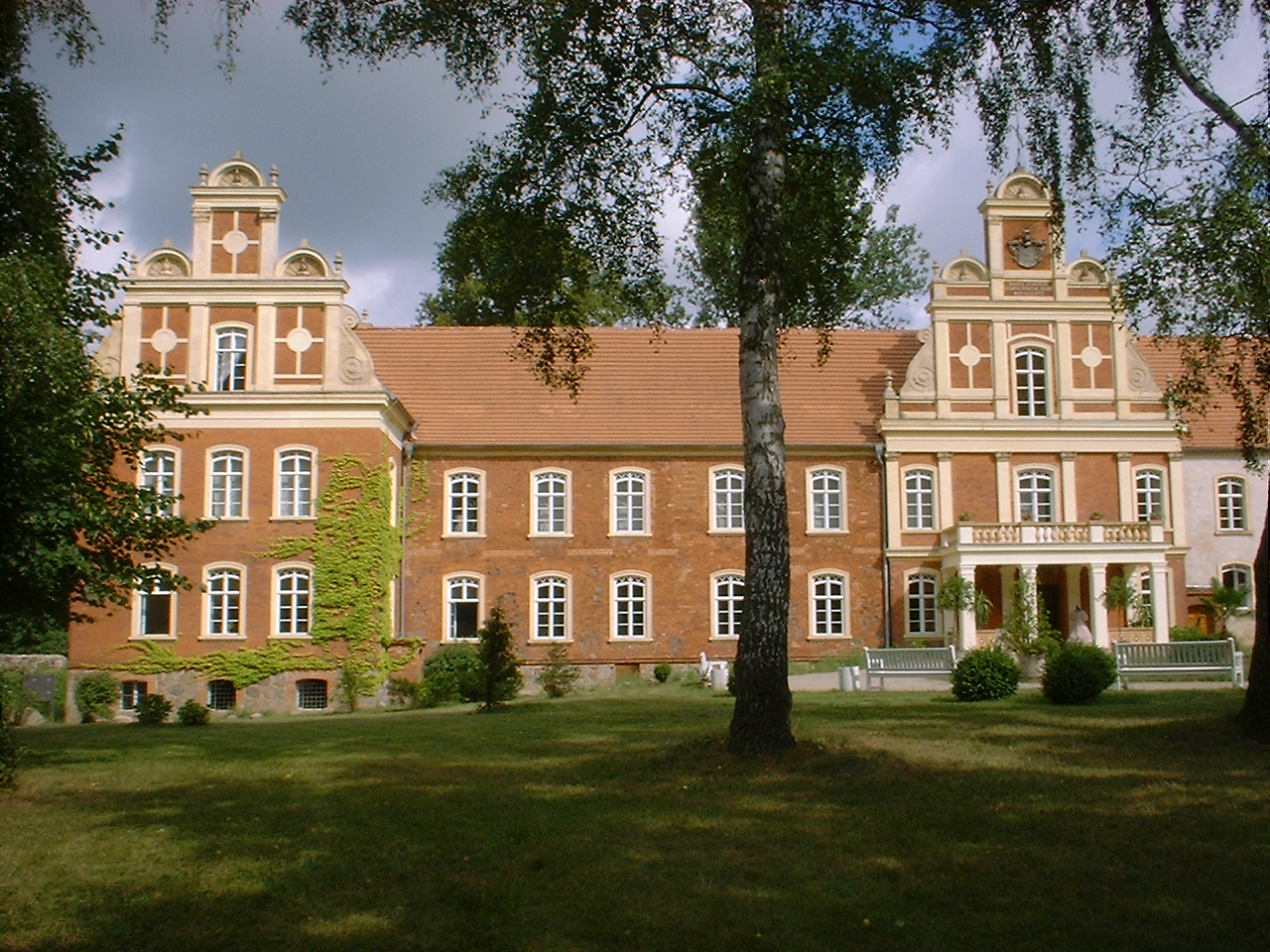
Szkoła (dawny pałac)
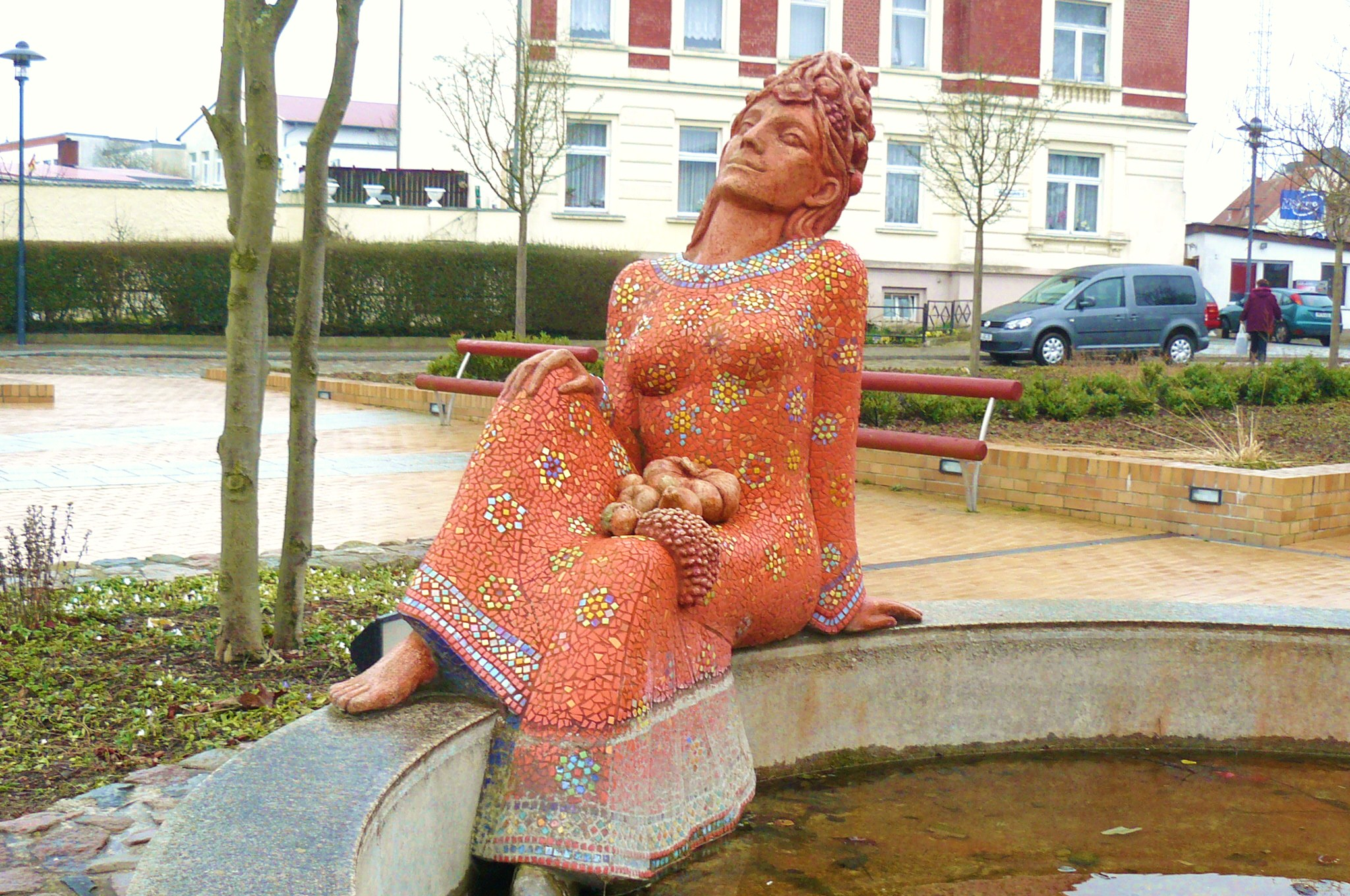
Rzeźba z fontanną
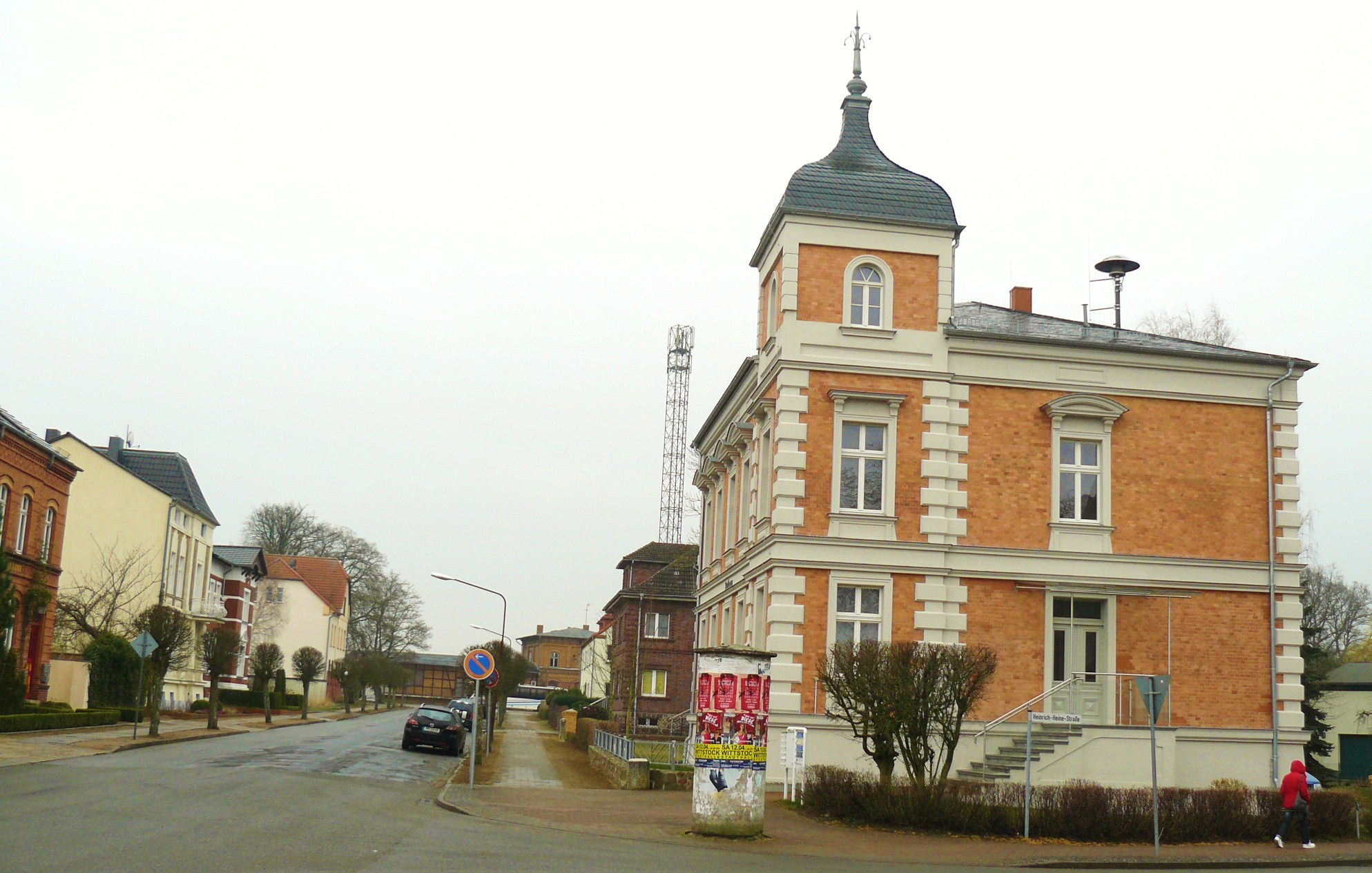
Ratusz
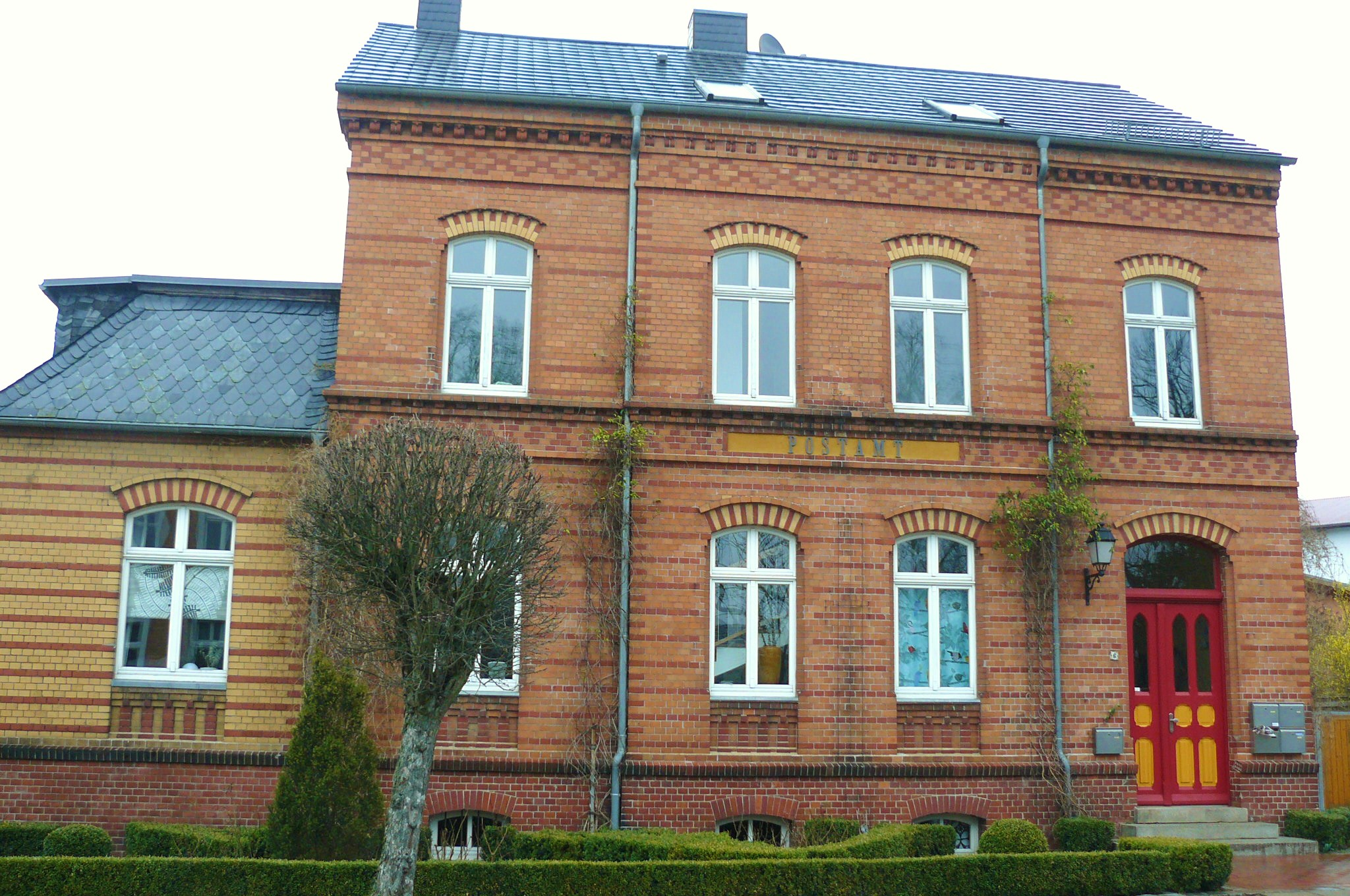
Poczta
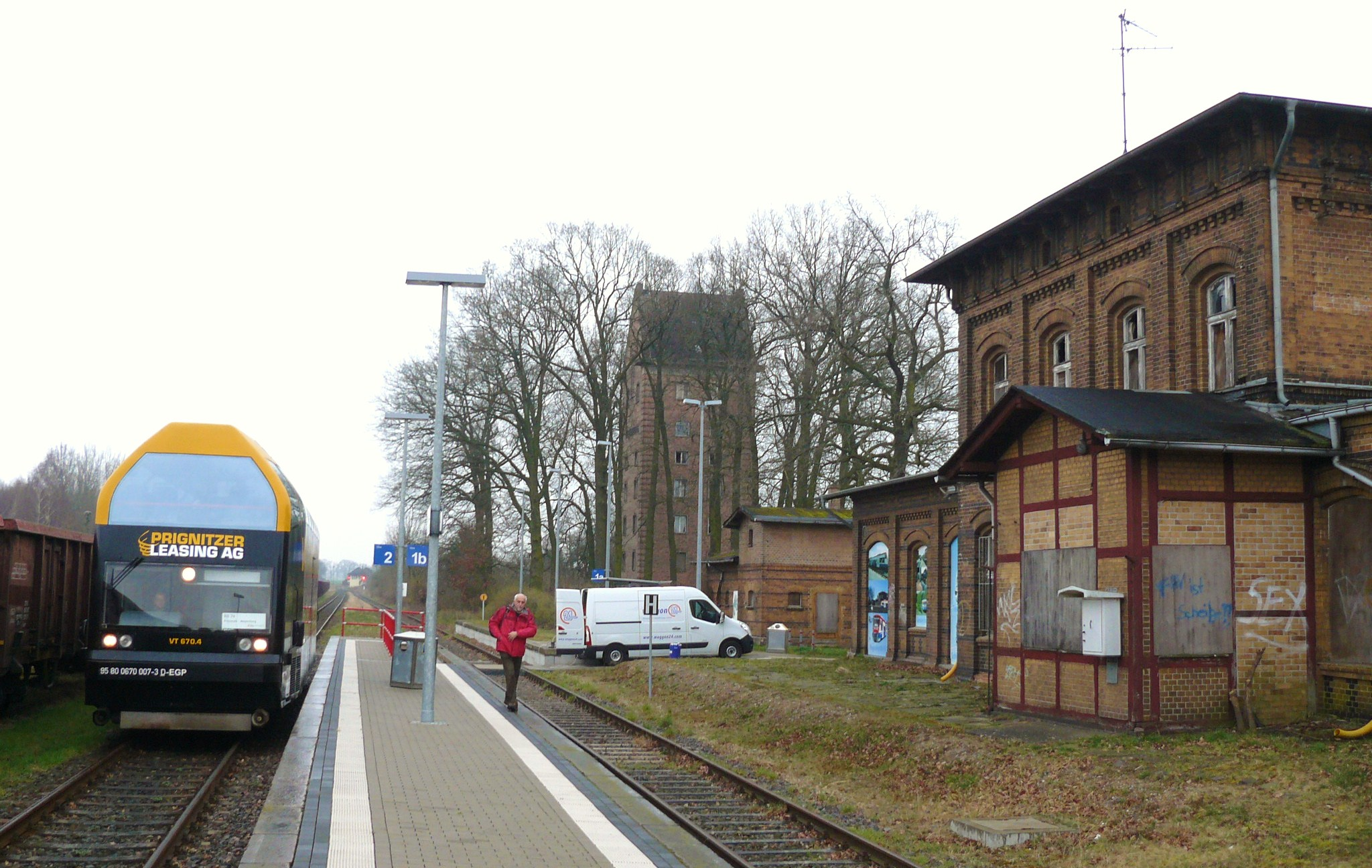
Dworzec kolejowy